# ウマノスズクサ
ウマノスズクサ（馬鈴草、馬の鈴草、学名: Aristolochia debilis）は、ウマノスズクサ科ウマノスズクサ属に属する多年生つる草の1種である。全体は無毛、葉は三角状狭卵形、葉腋に筒状でやや湾曲した花を1個ずつつける（図1）。本州、四国、九州、中国中南部に分布する。
根や果実は生薬とされていたが、含有成分であるアリストロキア酸が腎障害を引き起こすため、2022年現在では薬用とはされない。種名の由来は、基部から6裂して垂下する果実が、馬鈴に似ているためとされる。陶穀の『清異録』には「玉皇瓜」の別名がある。

## 特徴
多年生のつる草であり、地上部は毎年枯れる。全草無毛で粉白色を帯び、精油を含むため臭気がある。茎は長さ2–3メートルになり、細く丈夫でよく分枝し、他の植物などに絡みつく。新芽は暗紫色。葉は互生し、やや厚い紙質、全縁、三角状狭卵形、長さ3–9センチメートル (cm)、幅 2–5 cm、先端は鈍頭、基部は心形で両側が耳状にはりだす（図1、下図2a）。葉脈は掌状、5–7本の葉脈が目立つ（図1、下図2a, b）。葉柄は長さ 1–2 cm。
花期は6–9月。葉腋に1個、まれに2個つき、花柄は長さ 2–4 cm（図1、上図2a）。花被（萼）は花筒（萼筒）を形成し細長く、長さ 2–4 cm、やや上方に湾曲し、基部は球形に膨らみ（室部とよばれる）、舷部（先端の広がった部分）両縁はやや反り返り、舷部上方は舌状に伸びて先端は尖る（図1、上図2b）。花筒内面には逆毛があるが、のちに逆毛が脱落する（下記参照）。花筒は黄緑色で舷部内面は紫褐色、短毛が密生する（図1、上図2b）。雄しべは6個（12個）、葯は外向で縦裂、花柱に癒合して蕊柱を形成する。子房下位、中軸胎座で6室。
果実は球形から楕円形、長さ 2–6 cm、蒴果であり、果柄も含めて基部側から6裂する。日本国内ではまれにしか結実しない。種子は多数、卵状三角形、長さ4–5ミリメートル、扁平で周囲は膜状の翼となる（下図3）。染色体数は 2n = 14。

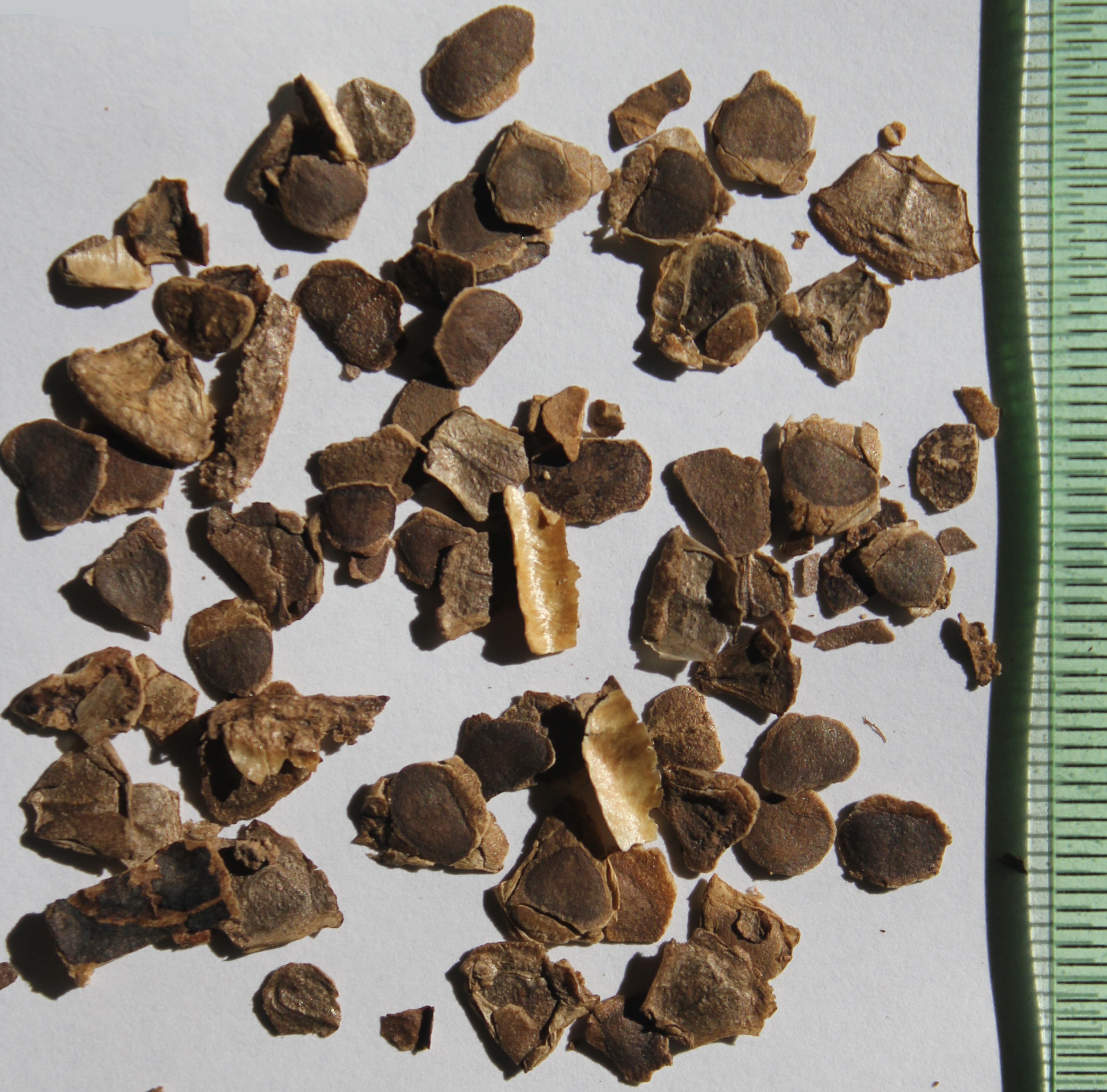
3. 種子（と果実片）

## 分布・生態
本州の東北南部以西、四国、九州、奄美大島、中国中部から南部に分布する。
日当たりのよい場所に生育し、程よく草刈りされた川の土手や畑、林縁に生えている。
花は糞や腐肉に似た匂いを発して小型のハエを誘引する。雌性先熟であり、雌期の花は花筒内に逆毛が生えているため、誘引されたハエは筒の中を後戻りできず、花筒基部の膨潤部（室部; 雄しべや雌しべを含む）に達して閉じ込められ、ハエが花粉をつけていた場合はここで受粉が起こる。雄期（雄しべが成熟して花粉を放出）になると逆毛は萎縮し、花粉をつけたハエが花から脱出して他の花を訪れることで花粉媒介される。

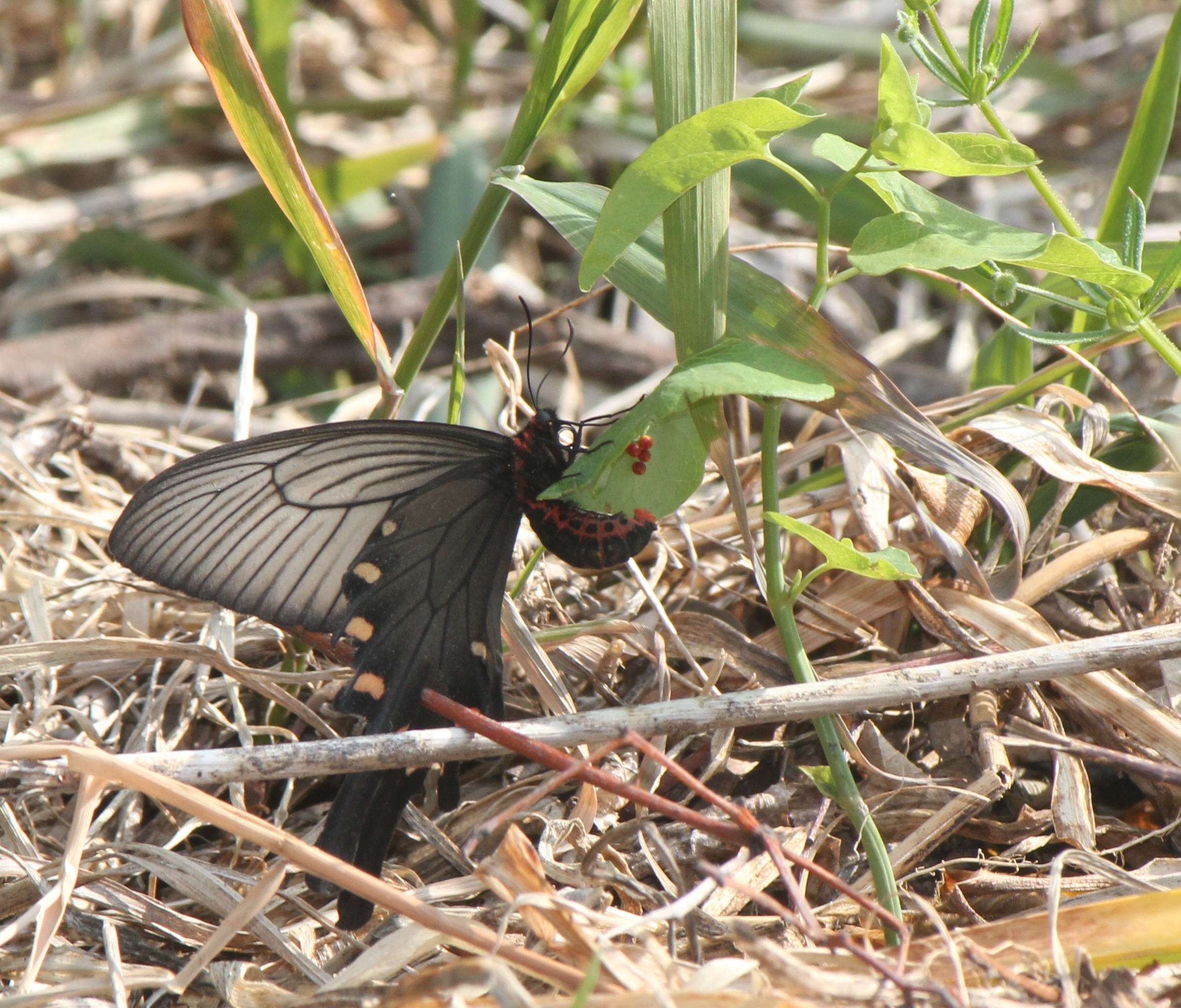
4. ウマノスズクサに産卵するジャコウアゲハ

ウマノスズクサは、ジャコウアゲハやホソオチョウなどの幼虫の食草になる（図4）。

## 保全状況評価
環境省における絶滅危惧等の指定はない。都道府県単位で絶滅危惧等の指定を受けていることもあり、以下は2022年現在の各都道府県におけるレッドデータブックの統一カテゴリ名での危急度を示している。（※東京都では、季節や地域によって指定カテゴリが異なるが、下表の東京都では最も危惧度の高いカテゴリを示している）。
- 絶滅危惧II類: 東京都※、石川県、長野県、宮崎県
- 準絶滅危惧種: 秋田県、新潟県、福井県、大阪府、鹿児島県
- その他: 岩手県

## 人間との関わり

### 生薬
ウマノスズクサの成熟した果実を乾燥したものは馬兜鈴（ばとうれい）とよばれ、解熱、去痰、咳止め、気管支拡張薬として、また痔の出血や肛門周辺の腫れ、痛みに対しても使用されていた。根は青木香（せいもっこう）とよばれ、虫毒や蛇毒、胸腹部の痛み、下痢、腫れ物などに対して用いられた。また葉や茎は天仙藤とよばれる。
上記のようにウマノスズクサは生薬として利用されていたが、含有成分であるアリストロキア酸が腎障害を引き起こすため、薬用とはされなくなった。
ウマノスズクサは以下のような有用・有毒成分を含む。
- アリストロキア酸 (aristolochic acid)（根、果実、葉） … 大量に摂取すると腎障害を引き起こす。
- アラントイン (allantoin)（根）
- アリストロキン (aristolochin)（果実）
- アリストロン (aristolone)（根）
- イソアリストロン (isoaristolone)（根）
- デビル酸 (debilic acid)（根）
- デビロン (debilon)（根）
- マグノフロリン (magnoflorine)（根、果実）

## 分類

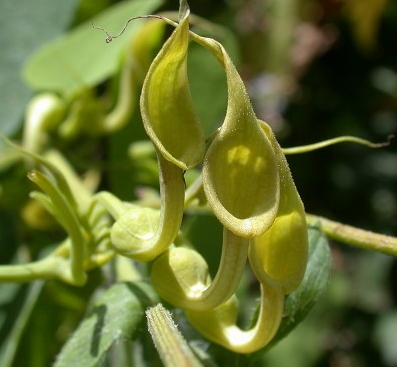
5. マルバウマノスズクサの花

草本性のつる草である点、茎や葉が無毛である点、花筒の湾曲が弱い点、舷部の上部が舌状に伸びる点、花柱が6裂する点、果実が基部から裂開する点などから、ウマノスズクサ属のウマノスズクサ亜属に分類される。日本産の類似種としてはマルバウマノスズクサ（Aristolochia contorta）があるが、葉がやや薄く幅広い点、葉柄が長い（2–7 cm）点、花は葉腋に2–8個が集まってつく点、舷部が黄緑色で上端が糸状に伸びる点などでウマノスズクサとは区別される（図5）。また日本に自生するウマノスズクサ亜属の種としては、他に宮古諸島・尖閣諸島に分布するコウシュンウマノスズクサがある。